# 야마우치 유이치
야마우치 유이치(일본어: 山内 祐一, 1984년 10월 26일 ~ )는 일본의 전 축구 선수이다.

## 구단 경력
과거 로아소 구마모토에서 활동하였다.